# Lidia Moreno Boronat
Lidia Moreno Boronat  es una informática valenciana y profesora retirada que desarrolló su carrera docente e investigadora en la Universidad Politécnica de Valencia.
Debido a su contribución y colaboración en la Sociedad Española para el Procesamiento del Lenguaje Natural (SEPLN), así como a la comunidad nacional e internacional en el campo del Procesamiento del Lenguaje Natural, la SEPLN en su congreso anual de 2019 homenajeó la labor científica realizada por tres investigadores Lidia Moreno, Arantza Díaz de Ilarraza, y Horacio Rodríguez Hontoria.
Dentro del campo del Procesamiento del Lenguaje Natural sus líneas de trabajo en investigación se centraron en los sistemas de búsqueda de respuestas , el etiquetado de corpus lingüísticos y la detección del re-uso de código en programas informáticos.